# Заполярне – Уренгой
Заполярне – Уренгой – газопровідна система на півночі Тюменської області, яка забезпечила видачу продукції унікального Заполярного родовища (а також цілого ряду сусідніх гігантських родовищ.
У 2001 – 2003 роках ввели в дію три черги облаштування унікального Заполярного родовища, які в сукупності спроможні видавати 100 млрд м3 на рік. Для транспортування цієї продукції у 2001 – 2004 роках запустили систему Заполярне – Уренгой, що мала три нитки діаметром по 1420 мм – першу довжиною 209 (за іншими даними – 211) км, другу довжиною 189 км та третю завдовжки 188 км. При цьому у 2002-му на трасі системи стала до ладу компресорна станція «Пуртазівська».
В районі Уренгоя протранспортований ресурс може передаватись на компресорні станції «Уренгойська» (звідси починаються потужні газопровідні системи Уренгой – Надим, Уренгой – Новопсков та Уренгой – Петровськ) та «Новоуренгойська» (початок системи Уренгой – Челябінськ).
У 2008 – 2010 роках проклали четверту нитку того ж діаметру 1420 мм, при цьому у 2012-му потужність Заполярного промислу довели до 130 млрд м3 на рік.
До системи також підключили цілий ряд гігантських родовищ, які розробляють у межиріччі Пуру і Тазу:
- у 2003-му завершили перемичку довжиною 33 км та діаметром 1000 мм від Берегового родовища до «Пуртазівської»;
- у 2007-му підключили газопровід від Південно-Русського родовища;
- у 2015-му ввели в дію Яро-Яхінське родовище, під’єднане перемичкою довжиною 20 км та діаметром 1020 мм;
- у 2019-му підключили перемичку діаметром 630 (за іншими даними – 820) мм від Північно-Русського родовища;
- у 2020-му проклали газопровід Тазівське – Заполярне;
- у 2021-му спорудили перемичку довжиною 54 км та діаметром 720 мм від Харбєйського родовища. В межах цього проєкту за допомогою методу спрямованого горизонтального буріння облаштували переходи через річки Пухуцяяха, Велика та Мала Хеяха і Юмб’яха загальною протяжністю близько 2 км (спільні із конденсатопроводом від Харбєйського родовища);
- у 2022-му почалась дослідно-промислова експлуатація середніх за запасами родовищ Єво-Яхінського блоку (Єво-Яхінське, Усть-Ямсовейське), видачу газу з яких передбачається здійснювати до трубопроводу Заполярне – Уренгой по перемичці довжиною 7 км та діаметром 630 мм.